# Art fatimita

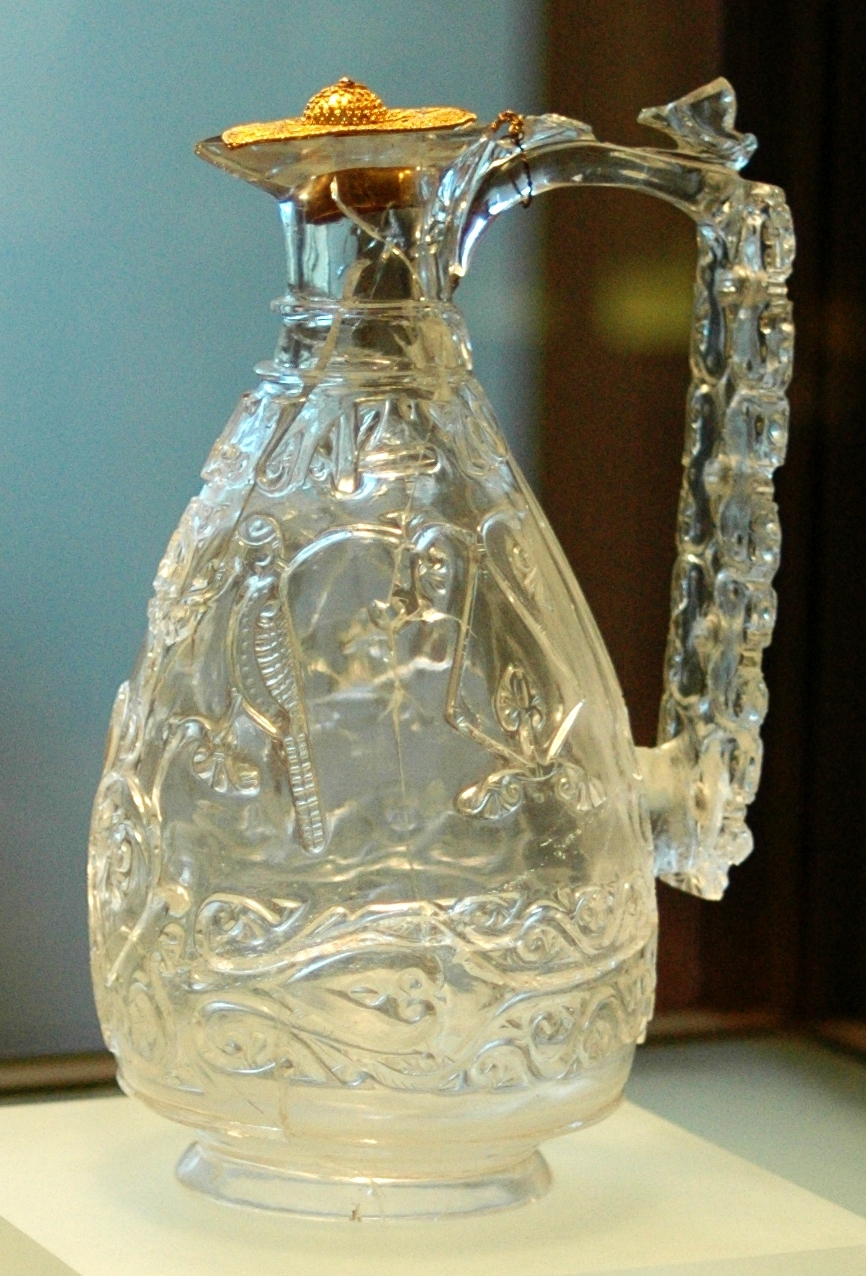
Gerra de cristall de roca

L'art fatimita és la producció artística que hi ha haver al Califat Fatimita (909–1171), principalment al nord d'Àfrica i a Egipte. El Califat fatimita es va establir inicialment al Magrib, i tenia arrels en un moviment religiós ismaïlista xiïta del segle IX d'Iraq i l'Iran. El període fatimita va estar marcat per la prosperitat a moltes esferes de la societat, manifestada en la creació d'objectes opulents com cristalls de roca esculpits, pises daurades i peces de ceràmica, escultures de fusta i ivori, joies d'or, objectes metàl·lics i tèxtils, llibres i monedes. Les gerres de cristall de roca es consideren els objectes més rars de l'art islàmic. Els feien artesans fatimites buidant un sol bloc de quars, i n'han sobreviscut pocs en l'actualitat.
Els objectes més valuosos s'acumulaven en palaus califals la nova capital fatimita, al-Qàhira. Durant la dècada dels 1060, després de diversos anys de sequera, en què l'exèrcit no va rebre el seu pagament, es van saquejar molts palaus, es van destruir moltes biblioteques i es van fondre objectes preciosos d'or; els pocs tresors restants es van dispersar pel món cristià medieval. Després d'aquest moment, les obres d'art fatimites es van seguir fent del mateix estil, però amb materials menys preciosos.

## Galeria

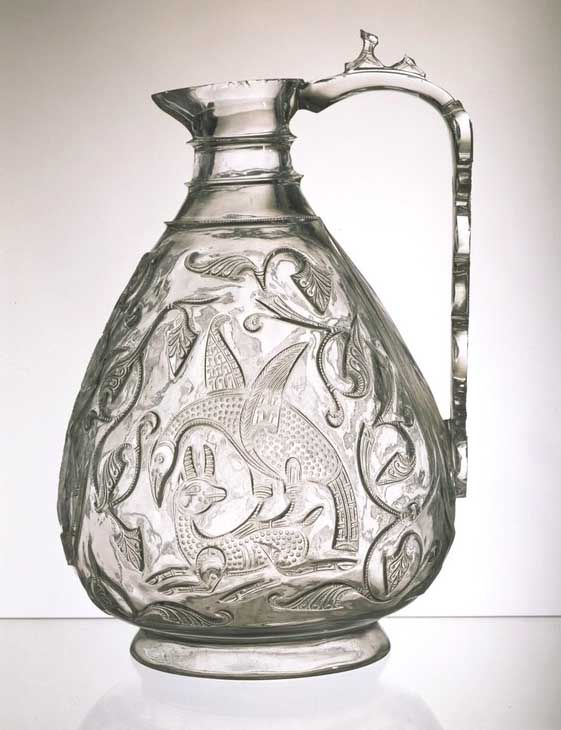
Gerra de cristall de roca, Victoria and Albert Museum
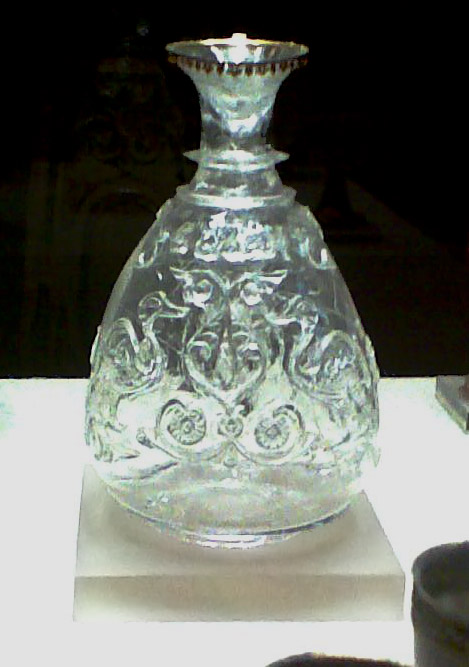
Gerra de cristall de roca del tresor de Lorenzo de Medici, Palazzo Pitti
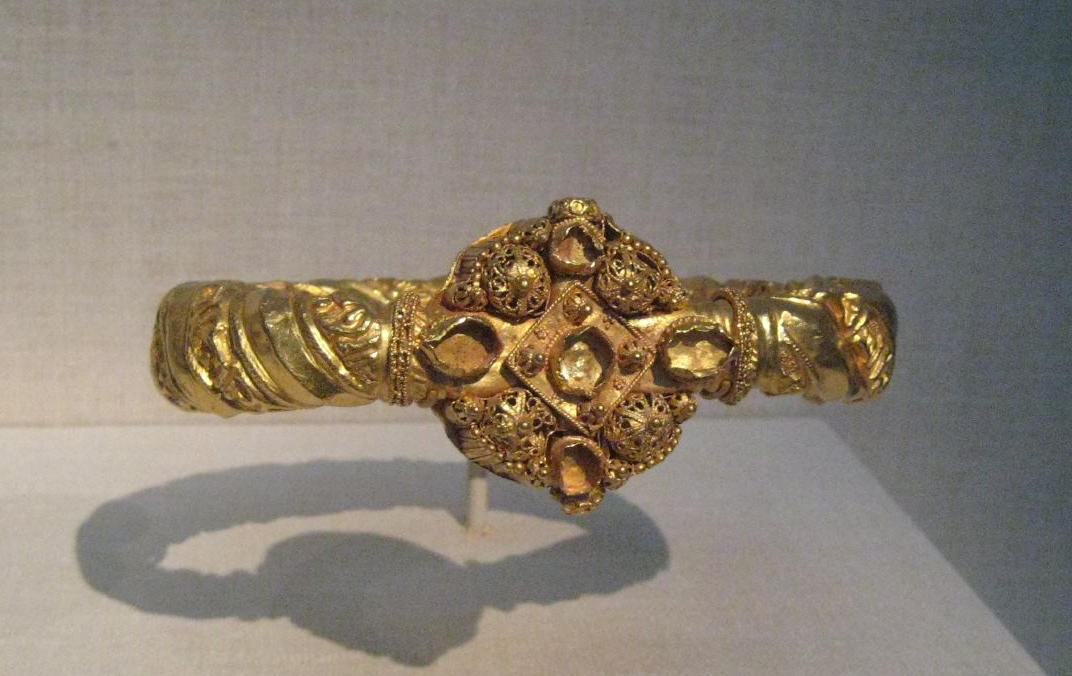
Braçalet daurat de Síria del segle xi. Freer Gallery of Art
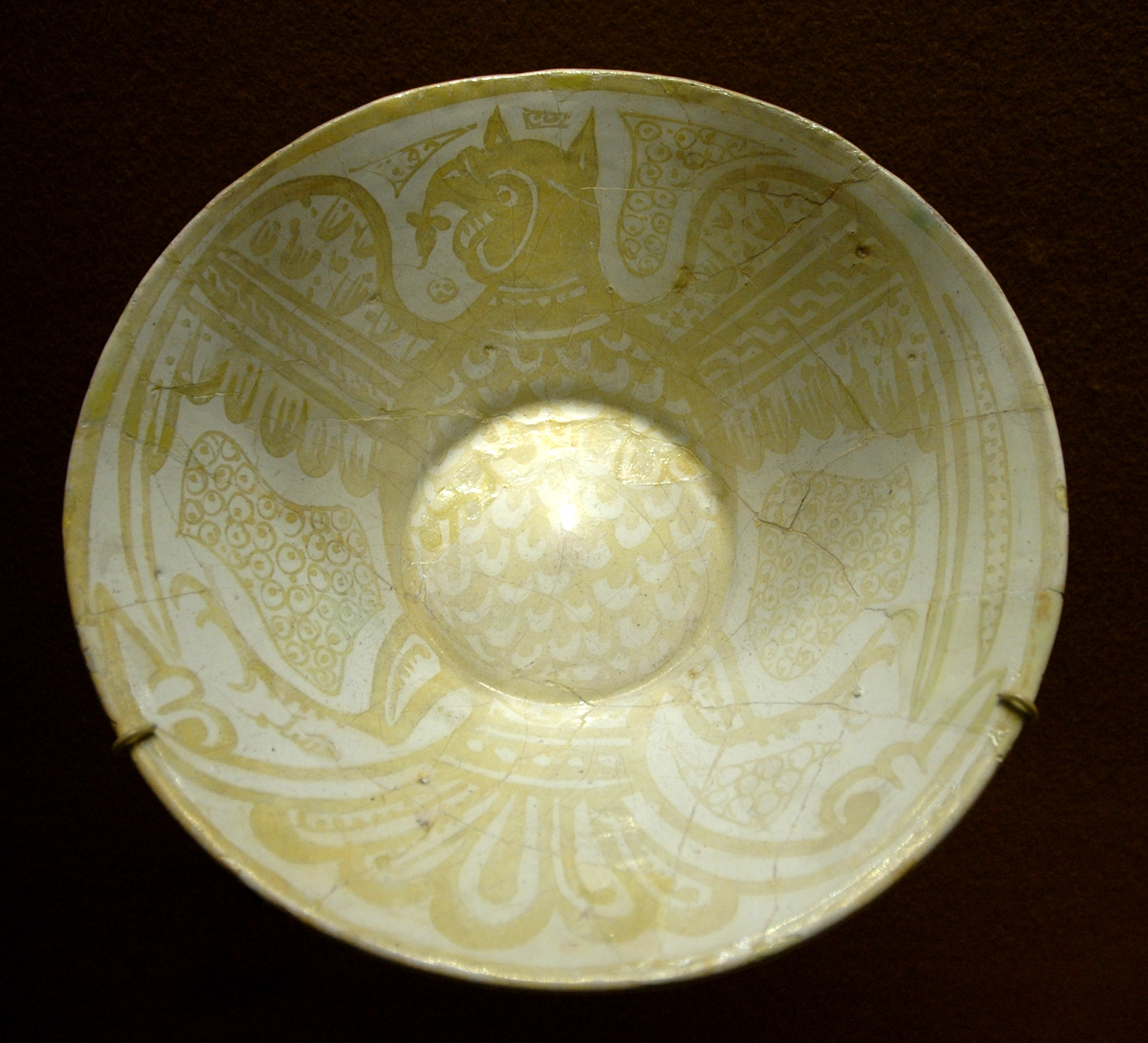
Pisa daurada amb una àguila. Metropolitan Museum of Art
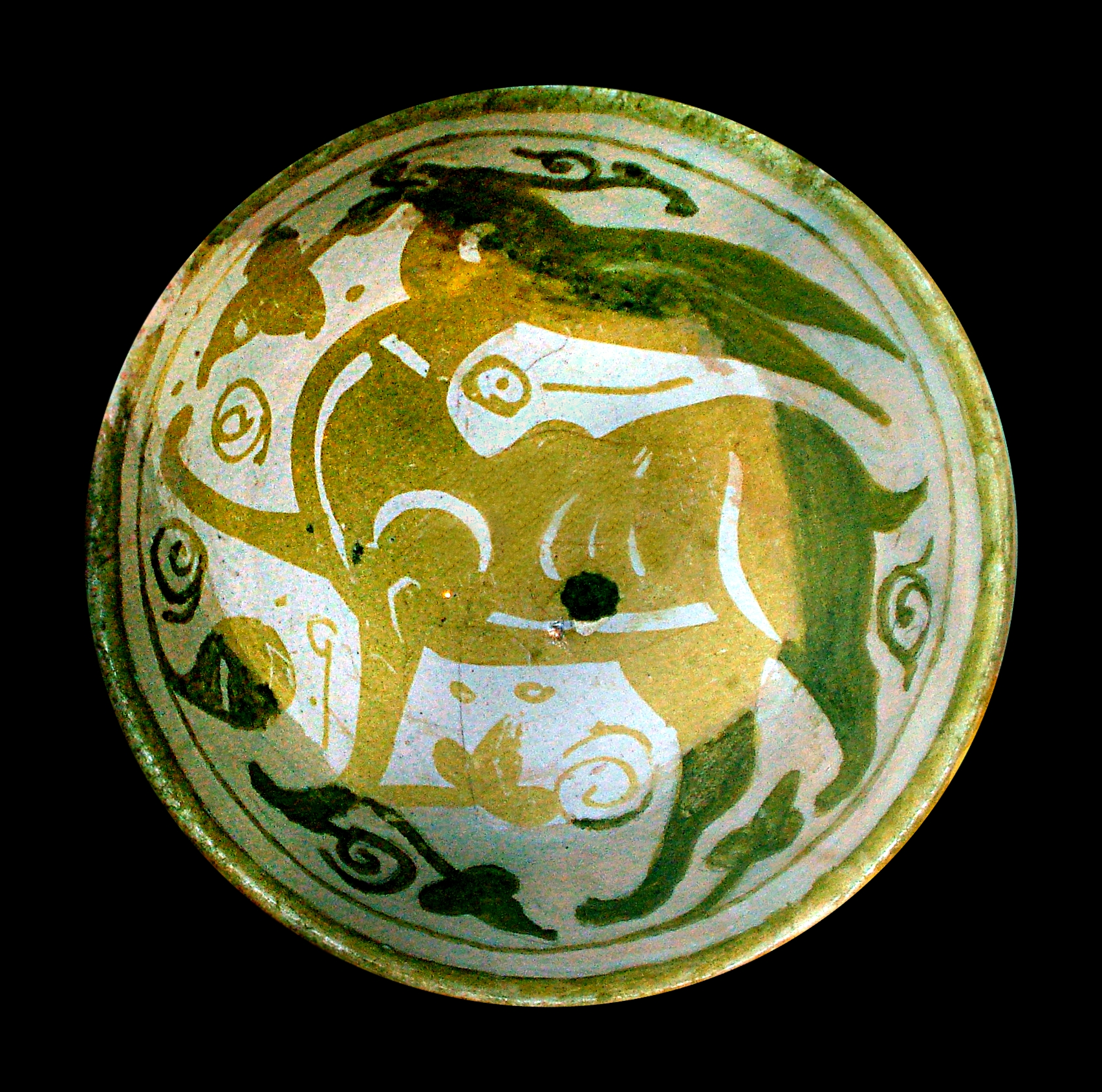
Bol de ceràmica, Museu del Bardo
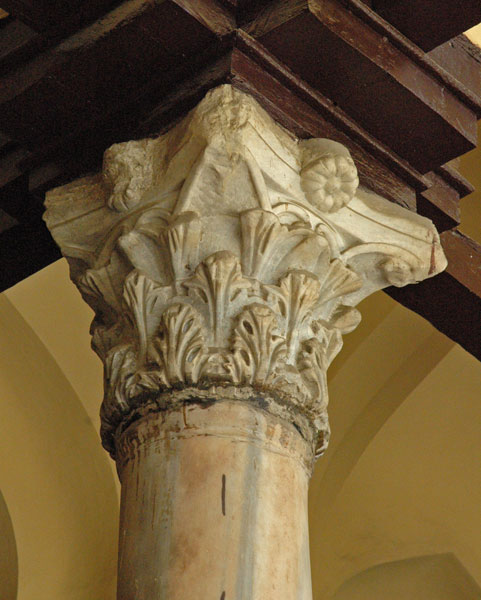
Columna de pedra esculpida a la Mesquita d'al-Aqmar al Caire
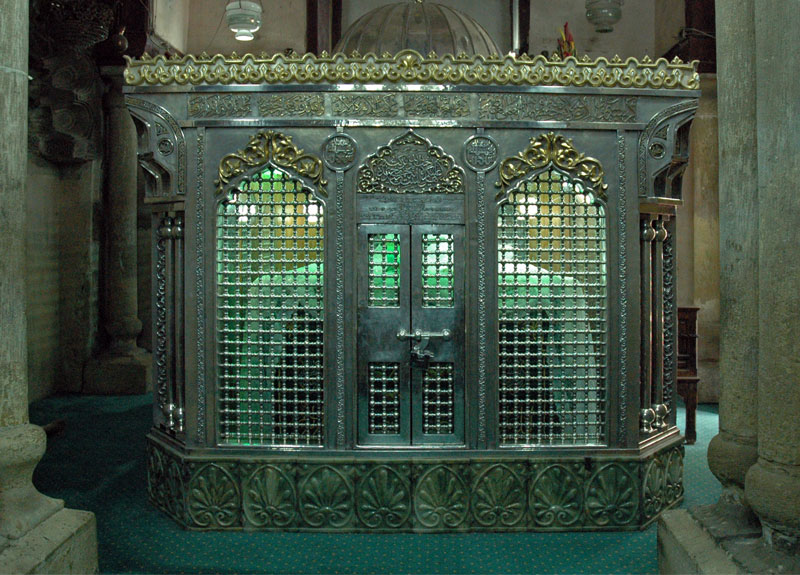
Mashad al-Sayyida Ruqayya al Caire
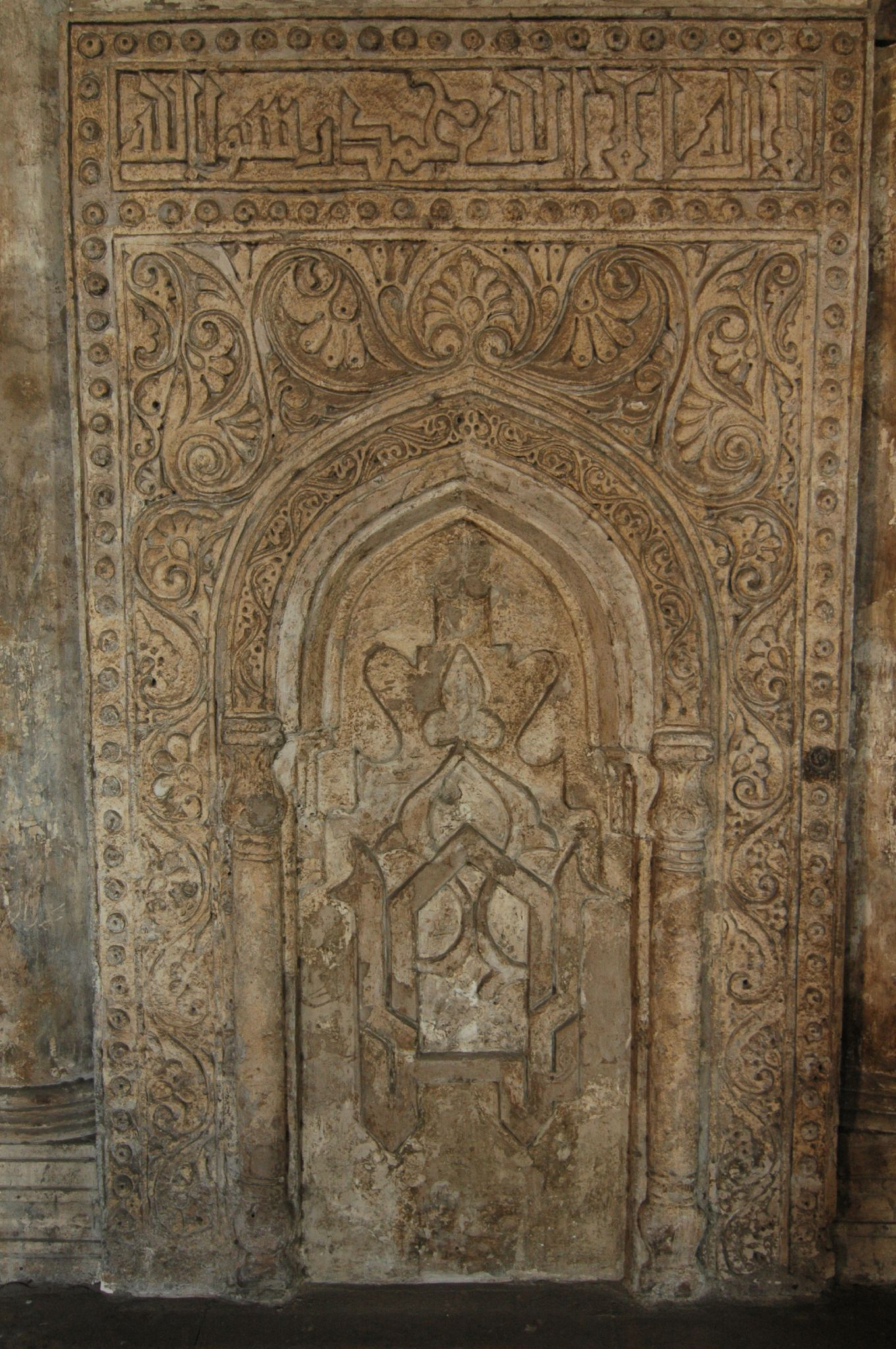
Mihrab fatimita a la Mesquita d'Ibn Tulun a Fustat
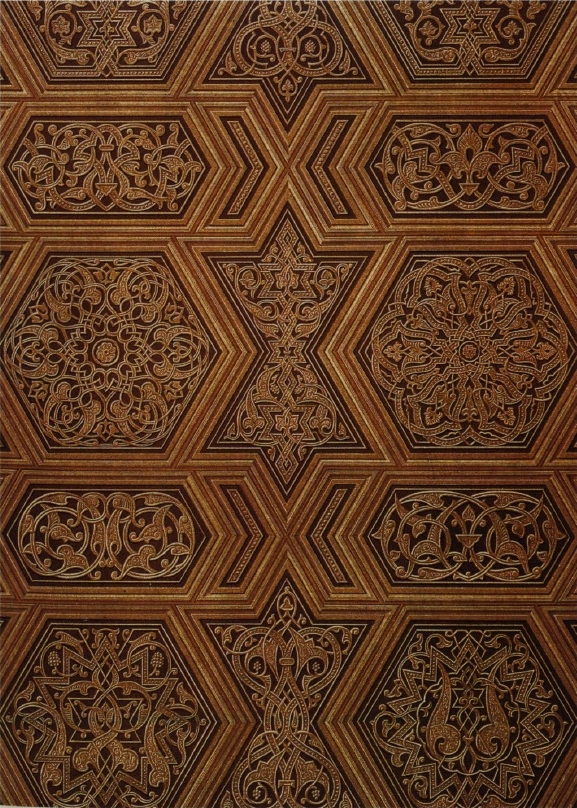
Gravat de fusta del segle xii al minbar a Qus, litografia de Émile Prisse d'Avennes
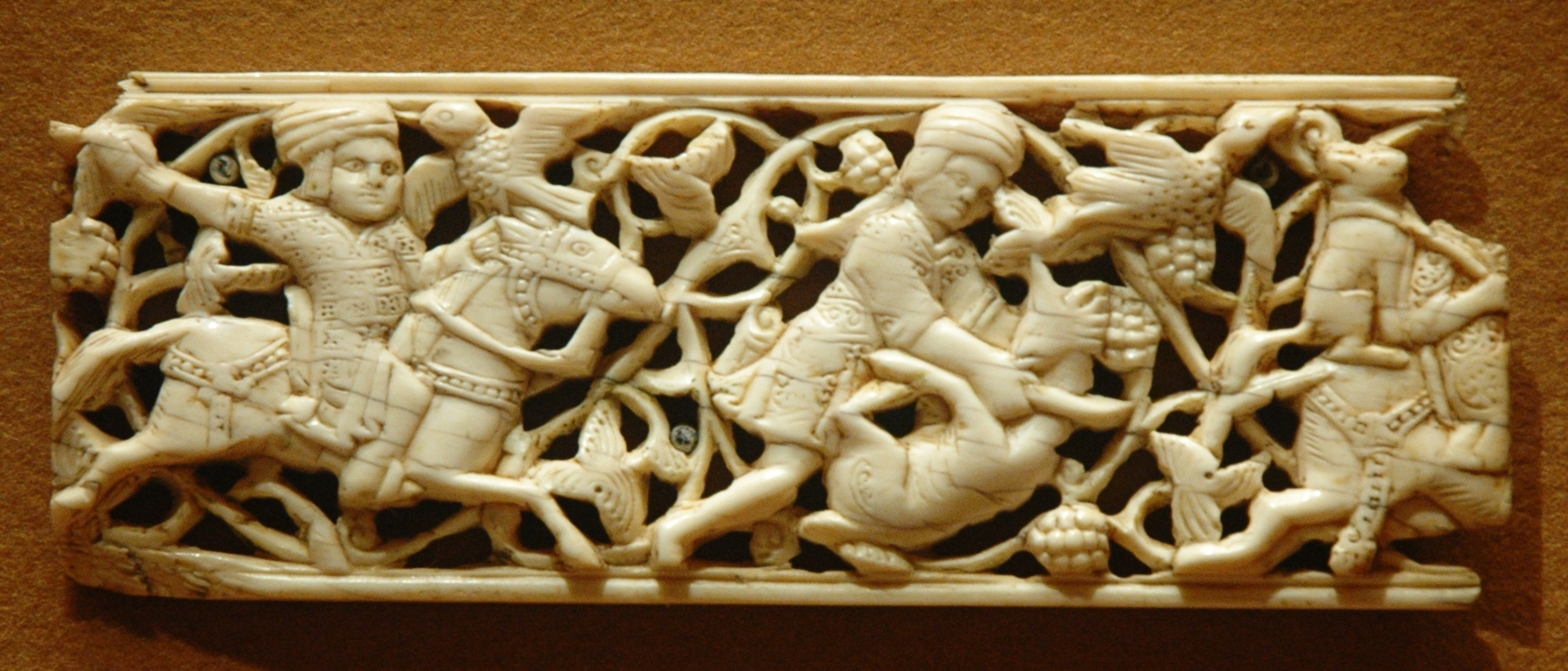
Panell d'ivori esculpit i gravat amb caçadors, Louvre
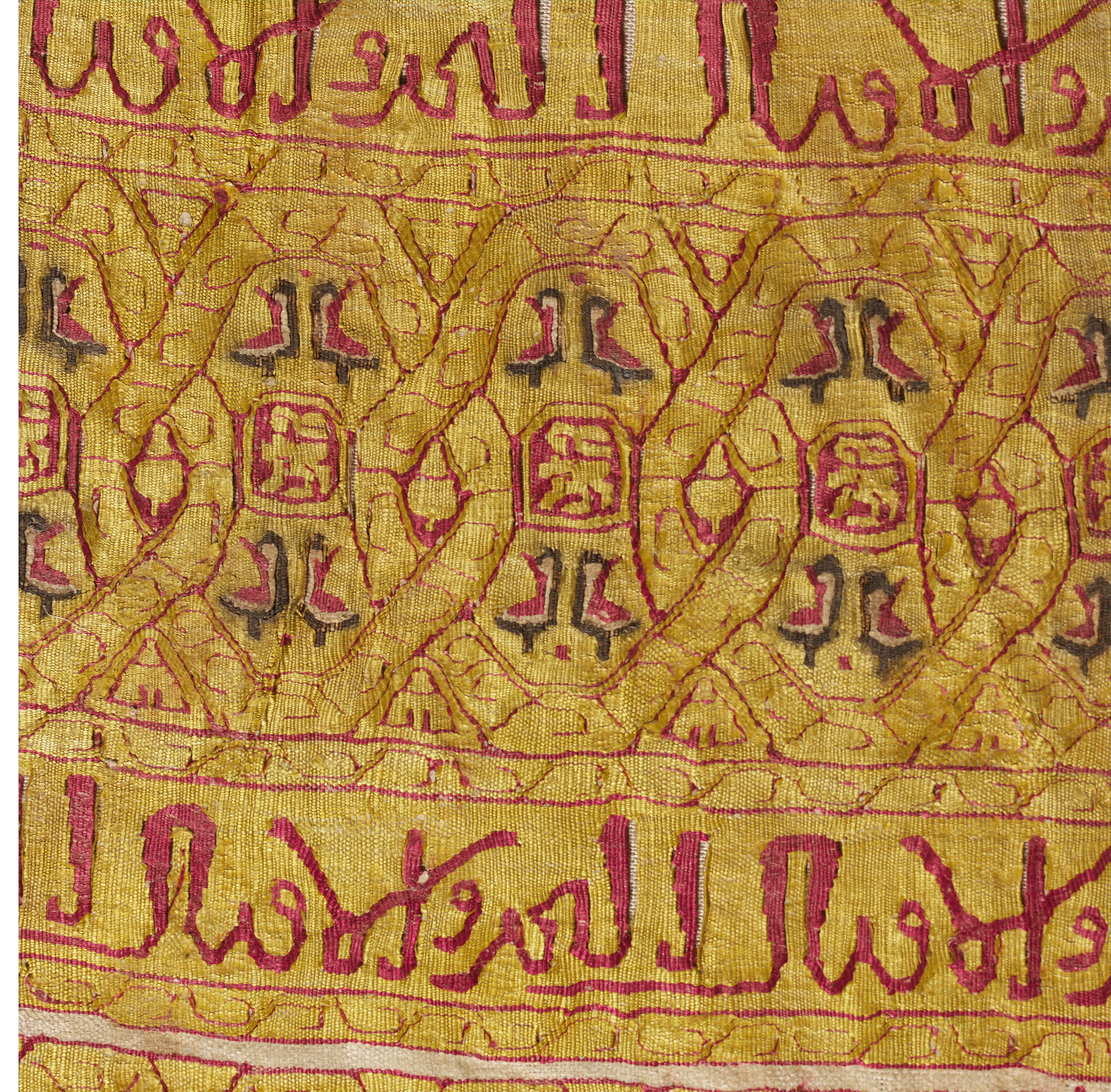
Tapisseria de lli del segle xii amb un brodat de seda, Royal Ontario Museum
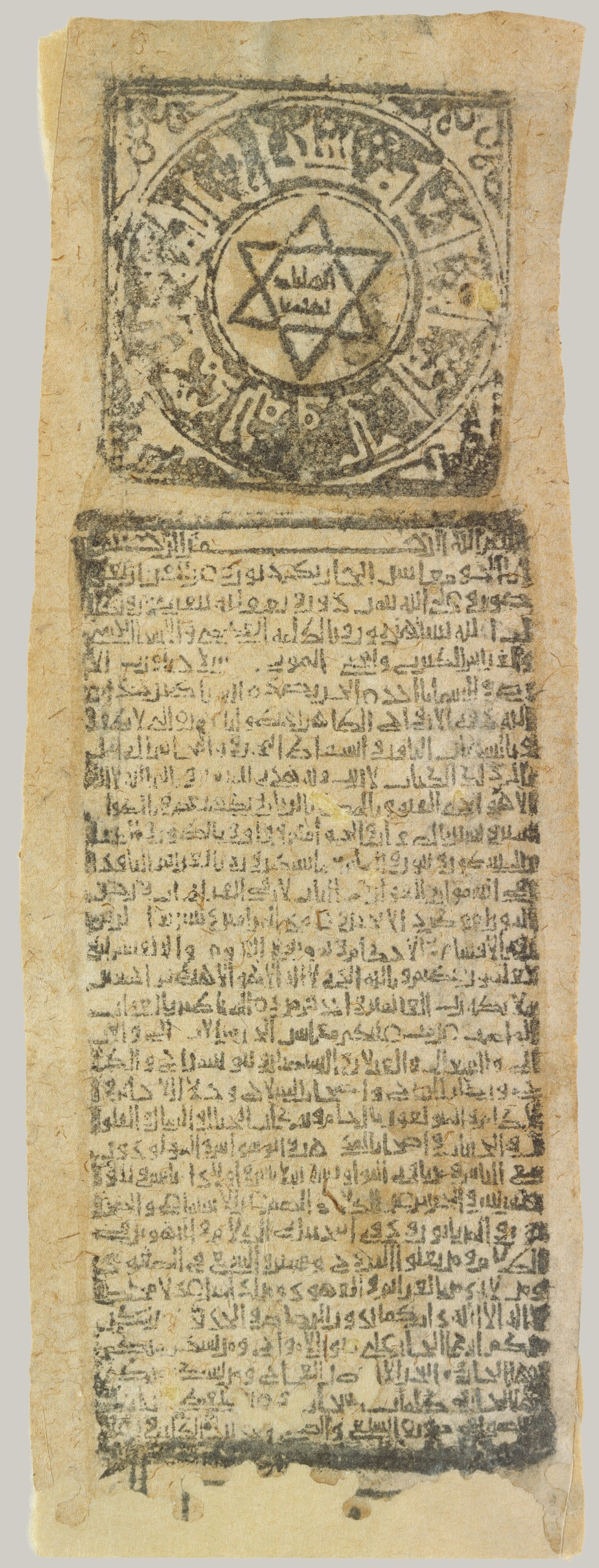
Amulet del segle xi amb un Segell de Salomó de 6 puntes, Metropolitan Museum of Art
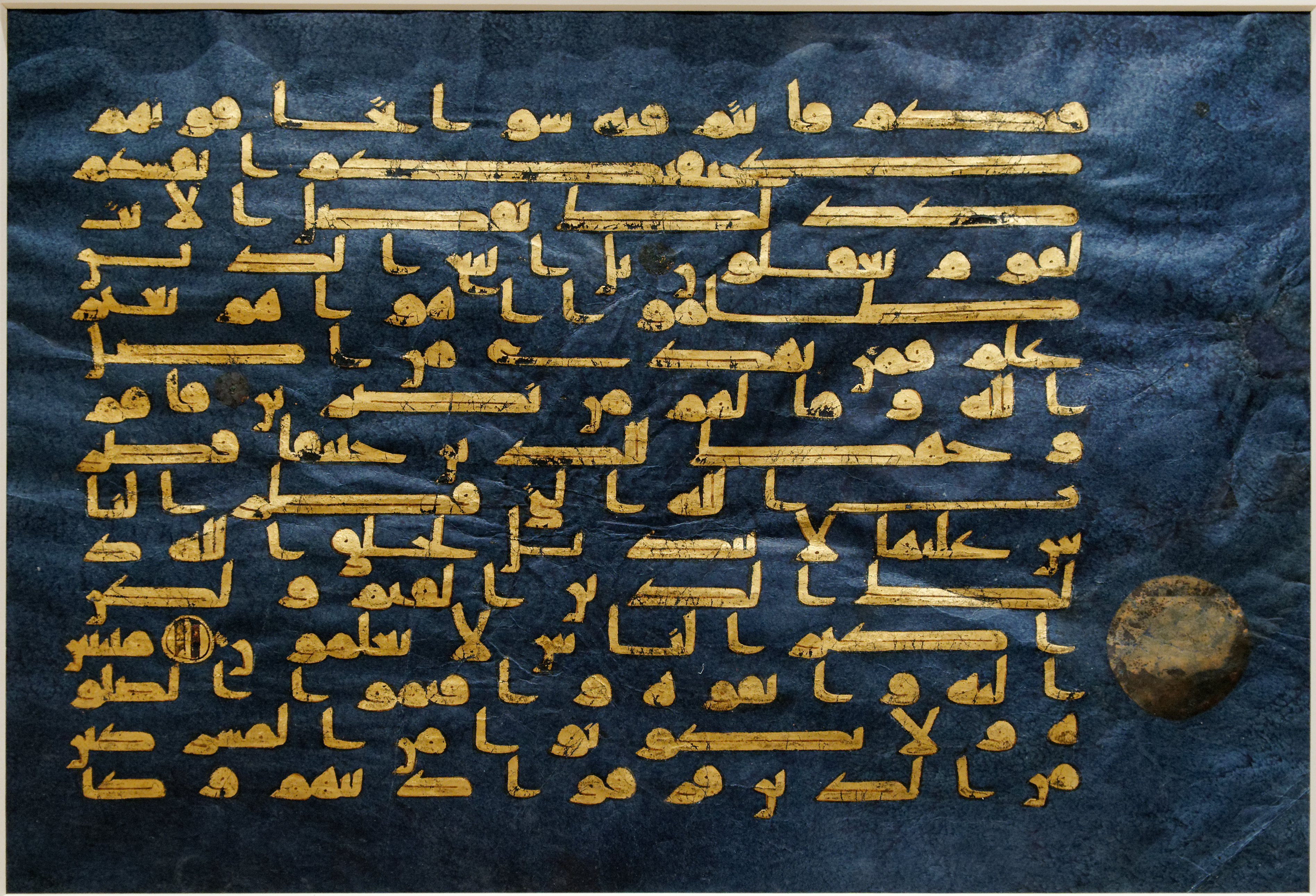
Pàgina de l'Alcorà Blau, Metropolitan Museum of Art
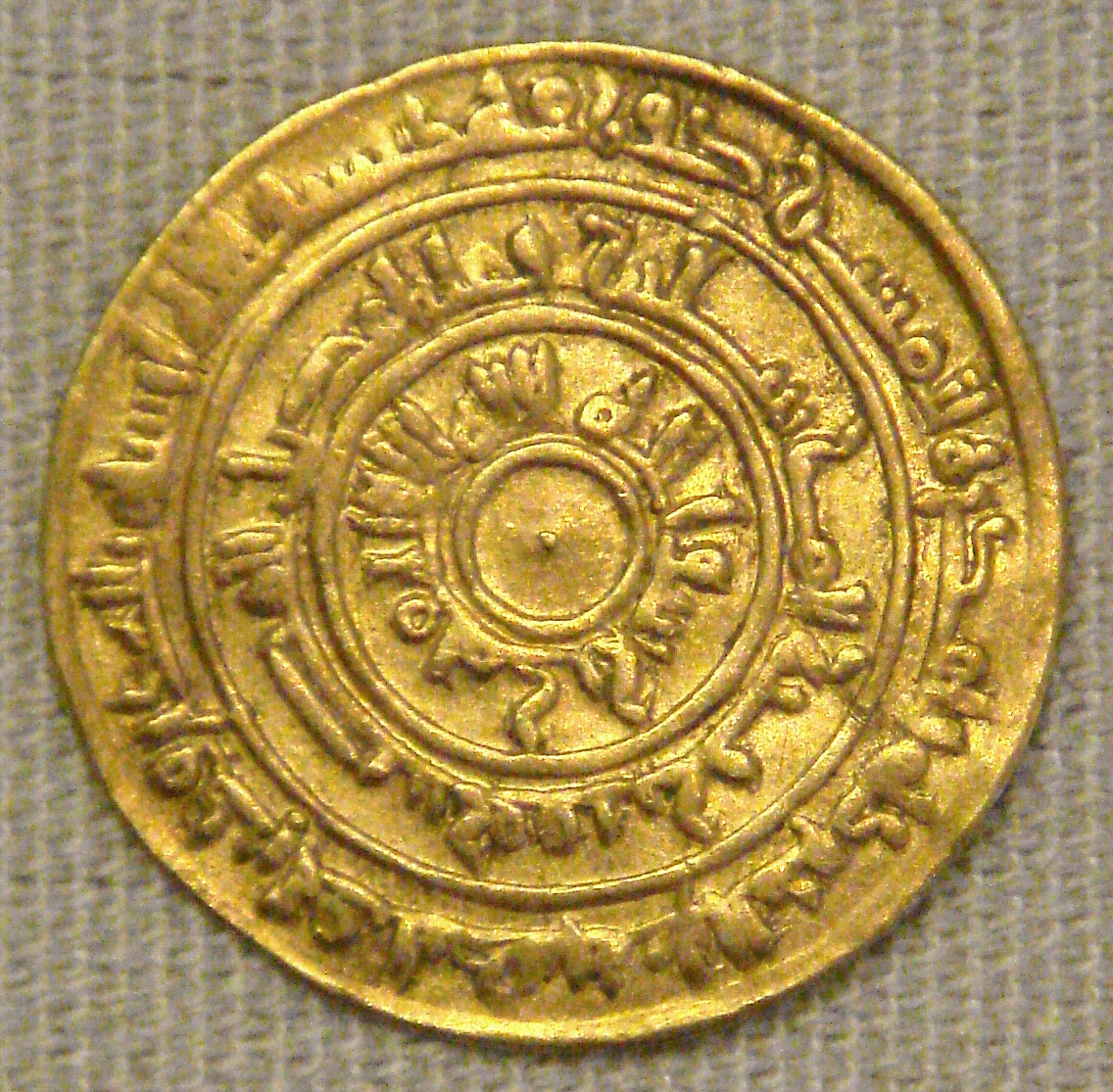
Dinar daurat del segle x, Califat d'al-Muizz Lideenillah, Museu Britànic
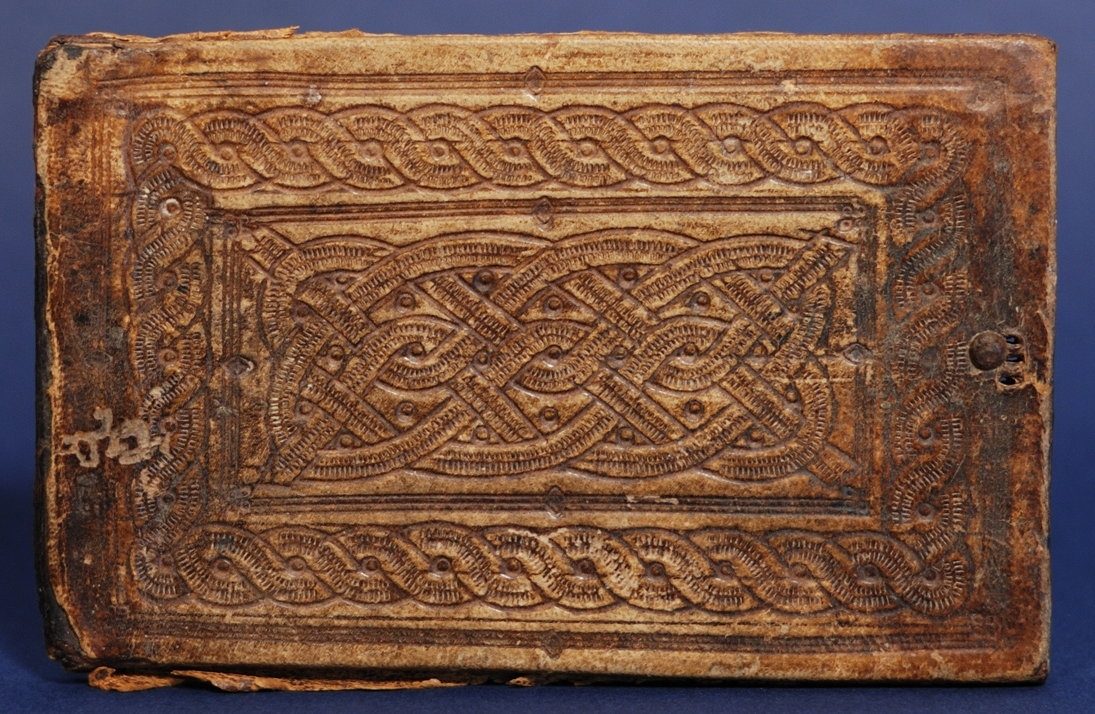
Enquadernació de cuir, Kairuan
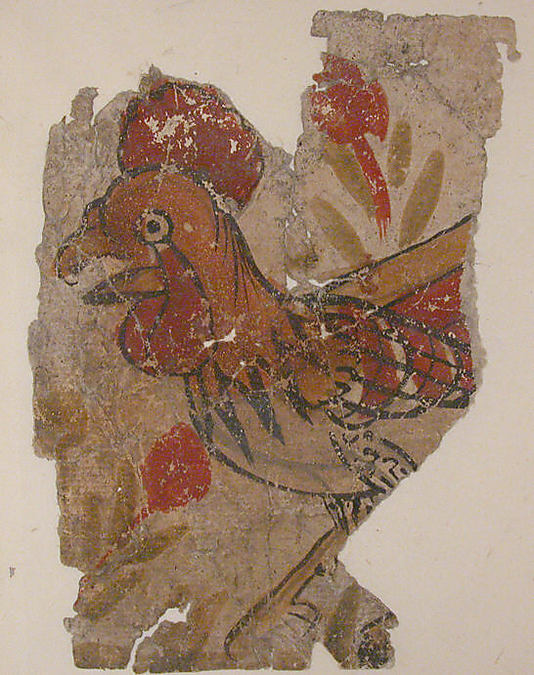
Il·lustració d'un gall del segle X-XI, Fustat, Metropolitan Museum of Art
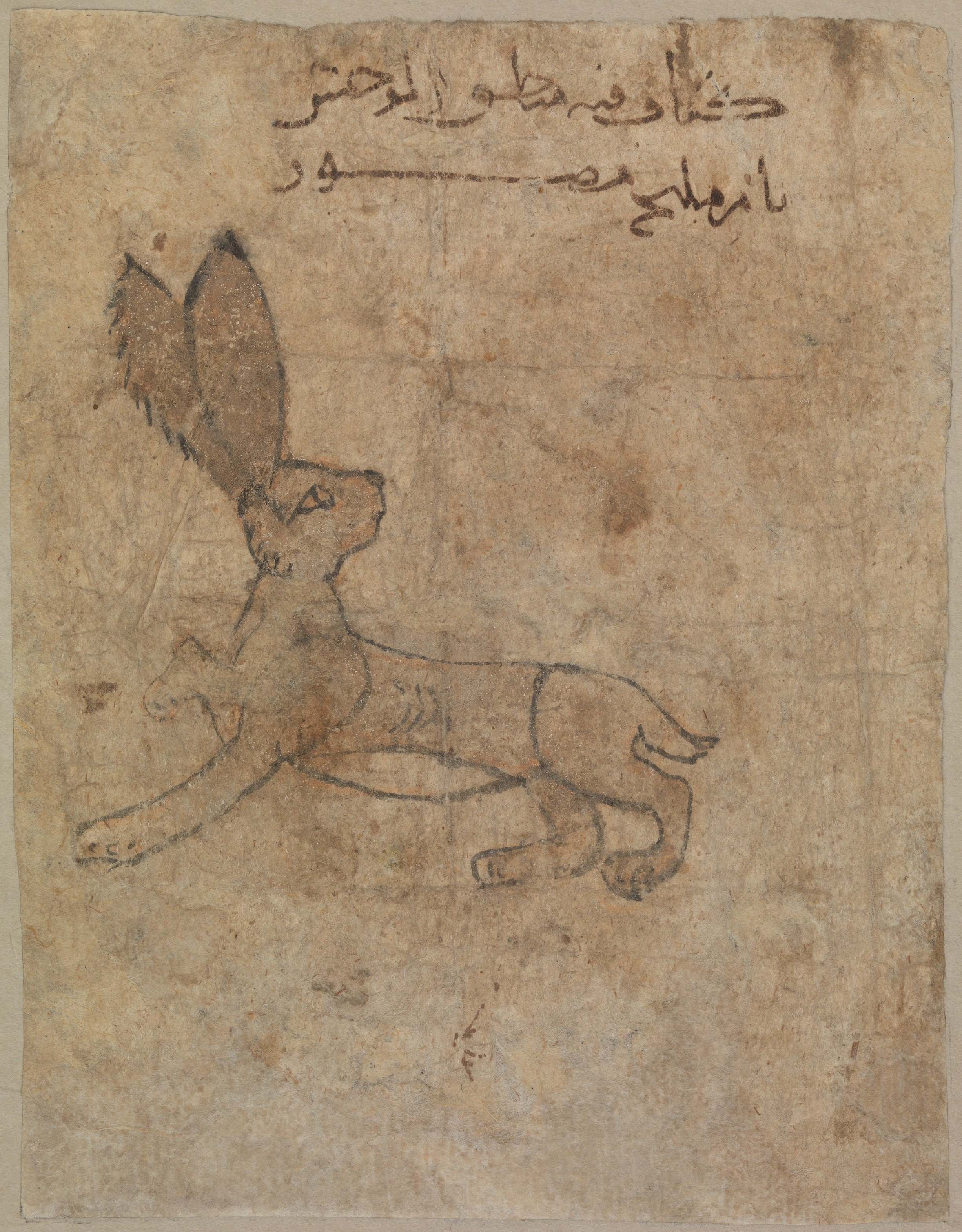
Il·lustració del segle XI-XII d'una llebre, Fustat, Metropolitan Museum of Art
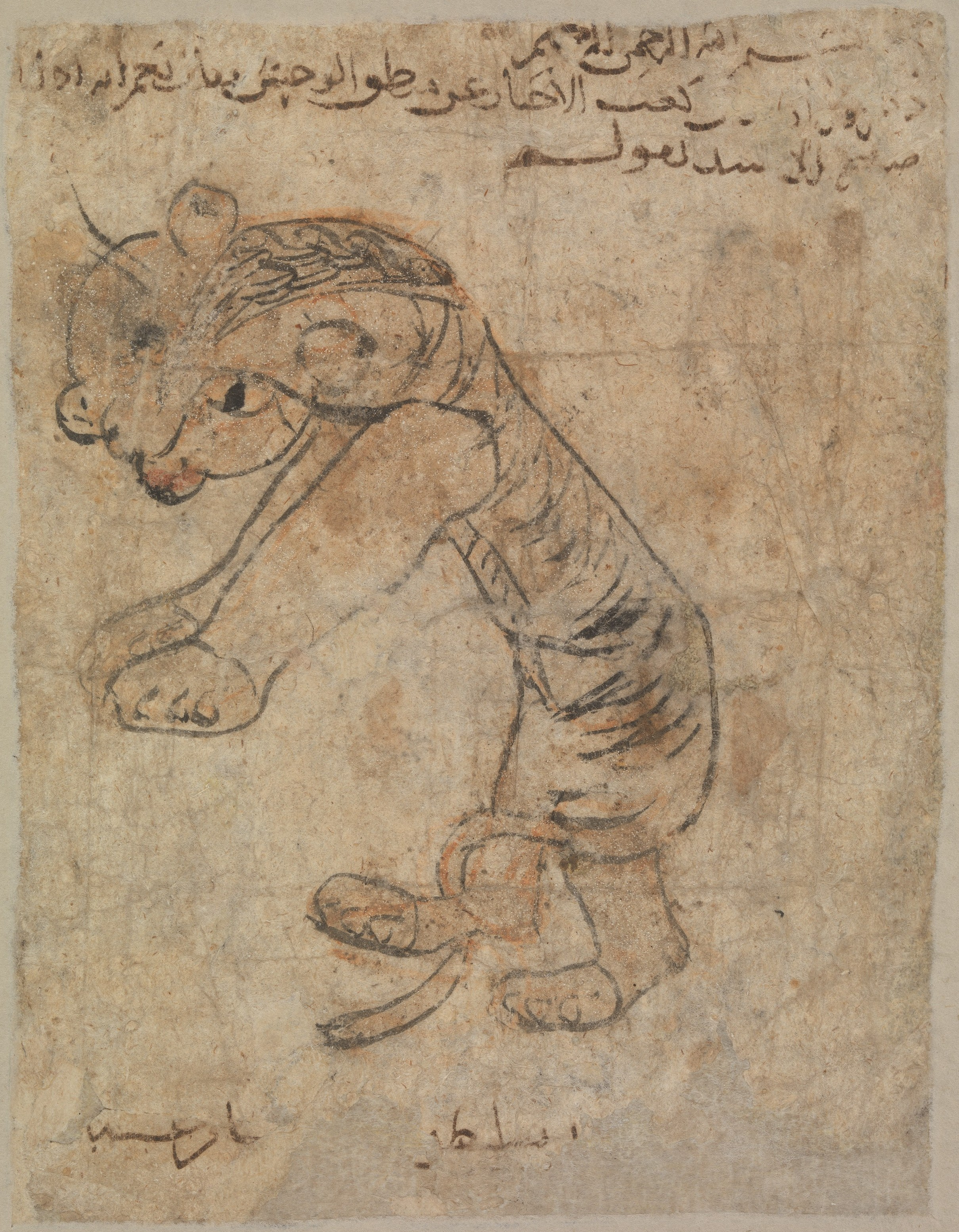
Il·lustració del segle XI-XII d'un lleó, Fustat, Metropolitan Museum of Art
Còpia del segle XII-XIII d'un mapamundi del "Llibre de Curiositats", Bodleian Library